# Pusiola fageli
Pusiola fageli är en fjärilsart som beskrevs av Sergius G. Kiriakoff 1954. Pusiola fageli ingår i släktet Pusiola och familjen björnspinnare. Inga underarter finns listade.